# Lamino
Lamino är en fåtölj, formgiven av Yngve Ekström 1956. Den tillverkas av Swedese möbler i Vaggeryd i Småland. 
Lamino är ett tidigt exempel på monteringsbara möbler som kunde packas och skickas till kunderna i platta paket. Stolen förpackas än idag på detta sätt, så platt som möjligt för en svängd fåtölj. Stolen har träram av skiktlimmat böjträ i ek, bok eller valnöt och är klädd i skinn, vanligtvis fårskinn.  
Föregångarna var stolen Anders från 1945 och Kurva från 1953. Efter att Yngve Ekström experimenterat med former, linjen, träslagen, konstruktionen och tillverkningen i flera år kunde Lamino presenteras 1956. Lamino låg i linje med tidens smak: lätt, bekväm, vacker att se på och prisvärd. Enkelheten var Yngve Ekströms designidé genom livet och i stolen Lamino lyckades han att sammanfatta hela sin formgivarinsats. "Att ha gjort en bra stol är kanske inget dåligt livsverk" sa han 1960 till tidningen Arbetets reporter. 1999 utsågs Lamino av tidskriften Sköna hems läsare till århundradets svenska möbel, före Bruno Mathssons "Pernilla" och Carl Malmstens Lilla Åland. Det var ett bra betyg för en möbelklassiker som tillverkats i över 250 000 exemplar (2006) och fortfarande tillverkas. 2006 fick Lamino "barn", då lanserades Lamini, en mindre variant till barnrummet. 
År 2012 dömdes en svensk möbelhandlare för brott mot upphovsrätten efter att ha kopierat fåtöljen Lamino och börjat saluföra den under namnet Stilo. Plagiatet som tillverkades i Polen upptäcktes på Stockholm Furniture Fair 2011. Möbelhandlaren dömdes av Eksjö tingsrätt att betala Swedeses rättegångskostnader på 430 000 kronor, samt ett vitesbelopp på 100 000 kronor. Tingsrättens dom överklagades men fastställdes av Högsta domstolen i juni 2015.